# Ozarba bipartita
Ozarba bipartita là một loài bướm đêm trong họ Noctuidae.